# Max & Shred
Max & Shred es una serie de televisión canadiense/estadounidense formato sitcom, que primero se estrenó en Nickelodeon en Estados Unidos el 6 de octubre de 2014 y en Canadá el día siguiente en YTV. El 25 de febrero de 2015, Max & Shred fue renovado para una segunda temporada, en la cual fue estrenada el 21 de marzo de 2016.

## Argumento
La serie fue renovada para dos temporadas solamente, ya que el creador de la serie Max & Shred, Josh Greenbaum informó que la serie tenía una audiencia media, y que mejor daba por terminar con solamente dos temporadas.
La serie fue aceptada por el público tanto adolescente como infantil en Canadá (lugar de origen) además de ser transmitida por el canal canadiense YTV. Tanto en Latinoamérica, como en Estados Unidos, la serie no era muy vista ya que Josh Greenbaum informó que la serie no pasaría, más de 1.5 millones de televidentes para una tercera temporada, ya que el episodio más visto tuvo nada más 1.6  millones de espectadores, además de que el canal Nickelodeon informara que la serie no contaba con mucha audiencia en la segunda temporada teniendo una baja audiencia menos de 0.5 millones de espectadores dando por producir dos temporadas solamente.
Debido a la baja audiencia que obtuvo la segunda temporada, la serie fue pasada a transmitirse por el canal hermano de Nickelodeon Nicktoons, transmitiendo así solamente los fines de semana y dejando de transmitirse en enero de 2017 por el canal Nickelodeon, pero transmitiéndose todavía en Canadá por su canal nacional YTV.

### Primera temporada
Cuando Max Asher (Jonny Gray), de 15/16 años primera /segunda temporada decide practicar snowboard se muda a vivir a Colorado con Alvin "Shred" Ackerman (Jake Goodman) y su familia, ambos descubren que la amistad no tiene límites. Sin dudar esta será una de las amistades más inusuales del mundo porque a Max le encantan los deportes de nieve, mientras que Shred pasa sus tardes sumergido en libros y experimentos. Aunque tienen puntos de vista totalmente diferentes, los chicos deberán enfrentarse a la adolescencia juntos y se darán cuenta que no hay nada que los pueda vencer.

### Segunda temporada
Alvin aprenderá a bailar para intentar deslumbrar a todos en el baile de fin de curso y hasta le presentará a su familia a su nueva novia llamada Juliet. Abby (Emilia McCarthy) se está preparando para ir a la universidad cuando se da cuenta de que no tiene ningún recuerdo de su hermano para llevarse con ella. Así, se propone crear nuevos recuerdos llenos de diversión. Sin embargo, esta etapa preuniversitaria no será tan sencilla y tranquila. Abby entrará en pánico al descubrir lo dura que puede ser su vida el próximo año, algo para lo que su vecina Howie (Saara Chaudry) le dará unos valiosos (y extraños) consejos y también se centrará en sus esfuerzos para que su último baile del instituto sea el mejor de todos los tiempos. Alvin intentará deslumbrar a todos con la ayuda de Max que le dará clases de baile, algo que se volverá complicado y hará que estos dos amigos acaben en una situación inesperada.

## Reparto y personajes
A continuación se presenta un listado de los actores que han figurado en el reparto principal de la serie durante alguna de sus temporadas, así como el personaje que interpretó cada uno:

### Personajes principales
| Nombre                 | Interpretado/a por | Temporadas | Temporadas |
| Nombre                 | Interpretado/a por | 1          | 2          |
| ---------------------- | ------------------ | ---------- | ---------- |
| Max Asher              | Jonny Gray         | Principal  | Principal  |
| Alvin "Shred" Ackerman | Jake Goodman       | Principal  | Principal  |
| Jill "Howie" Finch     | Saara Chaudry      | Principal  | Principal  |
| Abby Ackerman          | Emilia McCarthy    | Principal  | Principal  |
| Lloyd Ackerman         | Jean-Michel Le Gal | Principal  | Principal  |
| Diane Ackerman         | Siobhan Murphy     | Principal  | Principal  |

## Doblaje
| Personaje              | Actor Original    | Actor de doblaje (Hispanoamérica) | Actor de doblaje (España) | Temporada |
| ---------------------- | ----------------- | --------------------------------- | ------------------------- | --------- |
| Max Asher              | Jonny Gray        | Rodrigo Gutiérrez                 | TBA                       | 1ª-2ª     |
| Alvin "Shred" Ackerman | Jake Goodman      | Iván Bastidas                     | TBA                       | 1ª-2ª     |
| Jill "Howie" Finch     | Saara Chaudry     | Andrea Arruti †                   | TBA                       | 1ª-2ª     |
| Abby Ackerman          | Emilia McCarthy   | Annie Rojas                       | TBA                       | 1ª-2ª     |
| Lloyd Ackerman         | Jean-Michel Le Ga | José Gilberto Vilchis             | TBA                       | 1ª-2ª     |
| Diane Ackerman         | Siobhan Murphy    | Mariana Ortiz                     | TBA                       | 1ª-2ª     |

## Temporadas
| Temporada | Temporada | Episodios | Estreno en USA       | Estreno en USA      | Estreno en Canadá    | Estreno en Canadá   | Estreno en Latinoamérica | Estreno en Latinoamérica | Estreno en España   | Estreno en España   |
| Temporada | Temporada | Episodios | Comienzo             | Final               | Comienzo             | Final               | Comienzo                 | Final                    | Comienzo            | Final               |
| --------- | --------- | --------- | -------------------- | ------------------- | -------------------- | ------------------- | ------------------------ | ------------------------ | ------------------- | ------------------- |
|           | 1         | 26        | 6 de octubre de 2014 | 11 de julio de 2015 | 7 de octubre de 2014 | 14 de julio de 2015 | 23 de marzo de 2015      | 31 de agosto de 2015     | 13 de abril de 2015 | 2 de enero de 2016  |
|           | 2         | 13        | 21 de marzo de 2016  | TBA                 | 14 de marzo de 2016  | 13 de junio de 2016 | 2 de abril de 2016       | 21 de mayo de 2016       | 11 de enero de 2016 | 7 de agosto de 2016 |

## Premios y nominaciones
| Año  | Premiación             | Categoría                                                                         | Trabajo                                                   | Resultado | Ref.  |
| ---- | ---------------------- | --------------------------------------------------------------------------------- | --------------------------------------------------------- | --------- | ----- |
| 2015 | Young Artist Award     | Mejor interpretación en serie de televisión-Actriz principal Juvenil              | Emilia McCarthy                                           | Nominada  | [ 4 ] |
| 2015 | The Joey Awards        | Mejor Actriz principal juvenil en una serie de Comedia o Acción                   | Emilia McCarthy                                           | Nominada  | [ 5 ] |
| 2015 | The Joey Awards        | Mejor Actor principal juvenil en una serie de Comedia                             | Jake Goodman                                              | Nominado  | [ 5 ] |
| 2015 | The Joey Awards        | Mejor Actor invitado de televisión en una serie de comedia                        | Brendan Heard                                             | Nominado  | [ 5 ] |
| 2015 | The Joey Awards        | Mejor Actriz invitada en una serie de Comedia o Acción                            | Shechinah Mpumlwana                                       | Nominada  | [ 5 ] |
| 2015 | The Joey Awards        | Mejor Actriz invitada en una serie de Comedia o Acción                            | Sarah Abbott                                              | Ganadora  | [ 5 ] |
| 2015 | The Joey Awards        | Mejor reparto juvenil en una serie de televisión                                  | Jonny Gray, Jake Goodman, Saara Chaudry y Emilia McCarthy | Nominados | [ 5 ] |
| 2016 | Canadian Screen Awards | Mejor serie juvenil/infantil                                                      | Max & Shred                                               | Nominado  | [ 6 ] |
| 2016 | Young Artist Award     | Mejor interpretación en serie de televisión-Actor principal Juvenil (13 o menos)  | Jake Goodman                                              | Nominado  | [ 7 ] |
| 2016 | Young Artist Award     | Mejor interpretación en serie de televisión-Actriz principal Juvenil (14 – 21)    | Emilia McCarthy                                           | Nominada  | [ 7 ] |
| 2016 | The Joey Awards        | Mejor actriz principal juvenil en una serie de comedia de televisión (16-21 años) | Emilia McCarthy                                           | Ganadora  | [ 8 ] |
| 2017 | Young Artist Award     | Mejor interpretación en serie de televisión-Actriz principal Juvenil              | Emilia McCarthy                                           | Nominada  | [ 9 ] |